# Tjerkovo
Tjerkovo (bulgariska: Черково) är ett distrikt i Bulgarien.   Det ligger i kommunen Obsjtina Karnobat och regionen Burgas, i den östra delen av landet, 300 km öster om huvudstaden Sofia.
Trakten runt Tjerkovo består till största delen av jordbruksmark. Runt Tjerkovo är det glesbefolkat, med 14 invånare per kvadratkilometer.